# Marcos Libedinsky
Marcos Libedinsky Tschorne (Santiago de Chile, 13 de febrero de 1933-ibíd., 22 de agosto de 2021) fue un abogado y juez chileno. Fue ministro de la Corte Suprema de Chile entre 1993 y 2008, y ejerció como su presidente entre 2004 y 2006.

## Biografía
Hijo de Isidoro Libedinsky y Aida Tschorne, su familia era de origen judío. Estudió en el Liceo Experimental Manuel de Salas y en el Instituto Nacional General José Miguel Carrera. Posteriormente, realizó sus estudios universitarios en la Facultad de Derecho de la Universidad de Chile.
Ingresó al Poder Judicial en 1966 y fue nombrado ministro de la Corte de Apelaciones de Santiago en 1975.
En 1993, fue nombrado ministro de la Corte Suprema de Chile por el presidente Patricio Aylwin. En diciembre de 2003 fue elegido presidente del máximo tribunal chileno, cargo que ejerció por el periodo 2004-2006. Durante su presidencia se terminó de implementar la reforma procesal penal en el país, a través de su entrada en vigencia en la Región Metropolitana de Santiago, y comenzó la instalación de los Tribunales de Familia. También fue ministro del Tribunal Constitucional entre 2001 y 2006. A mediados de 2008, cesó como ministro de la Corte Suprema por cumplir la edad legal de jubilación (75 años).
También se desempeñó como académico en las facultades de derecho de la Universidad de Chile y la Universidad Gabriela Mistral. En 2014 la Universidad Finis Terrae publicó el libro Palabra de juez, que recopilaba discursos y artículos de Libedinsky.
Falleció el 22 de agosto de 2021 a los 88 años. El pleno de la Corte Suprema decidió decretar tres días de duelo.

## Condecoraciones
- Gran Cruz de la Orden del Infante Don Enrique ( Portugal, 15 de julio de 2005)[9]